# Skuhrov (Rožmitál pod Třemšínem)
Skuhrov (německy Skuchrow) je vesnice, část města Rožmitál pod Třemšínem v okrese Příbram ve Středočeském kraji. Nachází se asi tři kilometry východně od Rožmitálu pod Třemšínem. Částí města protéká Skalice. Skuhrov leží v katastrálním území Skuhrov pod Třemšínem o rozloze 2,11 km².

## Historie
První písemná zmínka o vesnici pochází z roku 1349. Starobylá obec vždy náležela k rožmitálskému panství. V chalupě uprostřed vesnice bývala jednotřídní škola, kde v roce 1813 působil učitel Václav Vávra. Protože sem měli daleko děti z Vranovic a z Hoděmyšle, byla v roce 1818 vystavěna nová škola v Nesvačilech.
Roku 1790 zde bylo 14 domů, r. 1837 – 19, r. 1848 – 20, r. 1921 – 31. Obyvatel zde bylo v roce 1837 – 138, r. 1848 – 182, r. 1860 – 200, r. 1900 – 235, r. 1921 – 220.
Na západ od vsi se nacházel „Vilémův mlýn“, kdysi železný hamr, který byl pojmenován k poctě zakladatele, pražského arcibiskupa Viléma Florentina Salma. Lidově se zde říkalo „ve Vilhemu“.
V roce 1932 byly v obci Skuhrov (171 obyvatel) evidovány tyto živnosti a obchody: 2 hostince, kujná huť, mlýn, pila, pražírna sladové kávy, trafika, Arcibiskupský velkostatek.

## Obyvatelstvo
| Rok            | 1869 | 1880 | 1890 | 1900 | 1910 | 1921 | 1930 | 1950 | 1961 | 1970 | 1980 | 1991 | 2001 | 2011 | 2021 |
| -------------- | ---- | ---- | ---- | ---- | ---- | ---- | ---- | ---- | ---- | ---- | ---- | ---- | ---- | ---- | ---- |
| Počet obyvatel | 229  | 207  | 197  | 235  | 216  | 220  | 171  | 152  | 158  | 127  | 89   | 63   | 60   | 47   | 43   |
| Počet domů     | 28   | 28   | 29   | 33   | 31   | 31   | 32   | 36   | 36   | 34   | 24   | 27   | 29   | 29   | 30   |

## Obecní správa
Při sčítání lidu v letech 1850–1879 Skuhrov byl osadou obce Pňovice v okrese Blatná. V letech 1880–1960 byl samostatnou obcí, se kterým patřil nejprve do okresu Blatná, ale od roku 1960 v okrese Příbram. Od 1. července 1960 do 31. prosince 1979 byl znovu částí obce Pňovice v okrese Příbram. Od 1. ledna 1980 je částí města Rožmitál pod Třemšínem v okrese Příbram. V letech 1880–1929 k obci patřily Nesvačily.

## Doprava
Obcí vede železniční trať Březnice – Rožmitál pod Třemšínem. V obci je železniční zastávka Skuhrov pod Třemšínem.